# Elvis Perlaza
Elvis Yoan Perlaza Lara (Cartagena, Bolívar, Colombia; 7 de marzo de 1989) es un futbolista colombiano que se desempeña como defensa y actualmente juega en Santa Fe de la Categoría Primera A de Colombia.

## Trayectoria

### Inicios
Perlaza debutó con tan solo 16 años de edad al servicio del Atlético Huila disputando algunos partidos en la temporada 2005.
Entre 2006 y 2009 Perlaza comienza a tener una seguidilla de más de 70 partidos en el Envigado FC, siendo parte de una gran generación de jugadores jóvenes como James Rodríguez, Giovanni Moreno, Dorlan Pabón, Juan Fernando Quintero, entre otros.

### Millonarios F.C.

#### 2010
Tras disputar en Venezuela el Campeonato Sudamericano de Fútbol Sub-20 con la selección de fútbol de Colombia, Perlaza ficha a inicios de la temporada 2010 con Millonarios siendo dirigido por el entrenador Chiqui García. Fue presentado junto con: Juan Obelar, Esteban Ramírez, Omar Rodríguez, John Ulloque, Yovanny Arrechea y Hernán Boyero
En esta primera etapa disputaría la posición con un nivel muy irregular junto con Jhonatan Pérez y Leonard Vásquez. Jugando 27 partidos; (18) partidos por la primera división y (9) por la Copa Colombia.

### Boyacá Chicó
Terminado su contrato con Millonarios, Perlaza es contactado por el entrenador Alberto Gamero para jugar en el Boyacá Chicó en donde se mantiene por 3 temporadas (2011-13) disputando más de 100 encuentros.

### Segunda etapa en Millonarios F.C.

#### 2020-21
El 4 de enero de 2020 se confirma su regreso a Millonarios, luego de un breve paso por el club embajador en 2010 por petición directa del entrenador Alberto Gamero. El lateral llega luego de rescindir su contrato con el Independiente Medellín. Debuta el 26 de enero jugando todo el partido en la derrota como locales 1-2 frente al Deportivo Pasto.
En el Torneo Apertura 2021 es subcampeón, tras perder la final frente al Deportes Tolima.
Anota su primer gol con Millonarios el 19 de septiembre ante su ex-equipo Atlético Huila.

#### 2022
El 22 de enero Elvis alcanza su partido número 100 con Millonarios disputando los 90 minutos frente al Deportivo Pasto.

#### 2023
El 20 de abril anota su primer gol internacional en la victoria 2-0 de Millonarios frente a Peñarol. Se consagra campeón del Torneo Apertura 2023 luego de derrotar por penales en la final a Atlético Nacional siendo de las grandes figuras del equipo.
El 21 de diciembre se confirma su no continuidad en Millonarios al vencer su contrato y no ser renovado. Se va del equipo bogotano luego de obtener 2 títulos.

### Independiente Santa Fe
El 22 de diciembre de 2023 el club bogotano oficializó su llegada luego de su largo paso por Millonarios. Debutó con Independiente Santa Fe el día 22 de enero de 2024 en el partido válido por la 1ra jornada del primer semestre de la Liga Betplay Dimayor 2024 de Colombia frente a Deportivo Pasto donde recibiría tarjeta amarilla y el encuentro finalizaría 0-1 a favor. 
Este mismo semestre, el club capitalino llegó a la Final de la Liga Betplay Dimayor 2024 donde se enfrentó a Atlético Bucaramanga y desde el punto penal quedó subcampeón.

## Selección nacional
Hizo parte de la Selección Colombia Sub-20 en el Sudamericano Sub-20 de Venezuela 2009.

### Campeonatos Sudamericanos
| Mundial                  | Sede      | Resultado  | Partidos | Goles |
| ------------------------ | --------- | ---------- | -------- | ----- |
| Sudamericano Sub-20 2009 | Venezuela | Fase final | 3        | 0     |

## Estadísticas
Actualizado el 8 de diciembre de 2024
| Club                              | Div.                | Temporada           | Liga  | Liga  | Liga  | Copas | Copas | Copas | Internacional | Internacional | Internacional | Total | Total | Total |
| Club                              | Div.                | Temporada           | Part. | Goles | Asis. | Part. | Goles | Asis. | Part.         | Goles         | Asis.         | Part. | Goles | Asis. |
| --------------------------------- | ------------------- | ------------------- | ----- | ----- | ----- | ----- | ----- | ----- | ------------- | ------------- | ------------- | ----- | ----- | ----- |
| Atlético Huila · Colombia         | 1.ª                 | 2005                | 3     | 0     | 0     | —     | —     | —     | —             | —             | —             | 3     | 0     | 0     |
| Envigado F. C. · Colombia         | 1.ª                 | 2006                | 55    | 0     | 0     | —     | —     | —     | —             | —             | —             | 71    | 0     | 0     |
| Envigado F. C. · Colombia         | 2.ª                 | 2007                | 55    | 0     | 0     | —     | —     | —     | —             | —             | —             | 71    | 0     | 0     |
| Envigado F. C. · Colombia         | 1.ª                 | 2008                | 55    | 0     | 0     | ?     | ?     | ?     | —             | —             | —             | 71    | 0     | 0     |
| Envigado F. C. · Colombia         | 1.ª                 | 2009                | 16    | 0     | 0     | ?     | ?     | ?     | —             | —             | —             | 71    | 0     | 0     |
| Envigado F. C. · Colombia         | Total               | Total               | 71    | 0     | 0     | —     | —     | —     | —             | —             | —             | 71    | 0     | 0     |
| Millonarios · Colombia            | 1.ª                 | 2010                | 18    | 0     | 0     | 9     | 0     | 0     | —             | —             | —             | 27    | 0     | 0     |
| Boyacá Chicó · Colombia           | 1.ª                 | 2011                | 25    | 0     | 0     | 15    | 1     | 0     | —             | —             | —             | 40    | 1     | 0     |
| Boyacá Chicó · Colombia           | 1.ª                 | 2012                | 29    | 1     | 0     | 9     | 0     | 0     | —             | —             | —             | 38    | 1     | 0     |
| Boyacá Chicó · Colombia           | 1.ª                 | 2013                | 24    | 1     | 0     | 9     | 0     | 0     | —             | —             | —             | 33    | 1     | 0     |
| Boyacá Chicó · Colombia           | Total               | Total               | 78    | 2     | 0     | 33    | 1     | 0     | —             | —             | —             | 111   | 3     | 0     |
| Fortaleza CEIF · Colombia         | 1.ª                 | A-2014              | 14    | 2     | 0     | —     | —     | —     | —             | —             | —             | 14    | 2     | 0     |
| Fortaleza CEIF · Colombia         | Total               | Total               | 14    | 2     | 0     | —     | —     | —     | —             | —             | —             | 14    | 2     | 0     |
| Atlético Huila · Colombia         | 1.ª                 | F-2014              | 21    | 0     | 0     | 6     | 0     | 0     | —             | —             | —             | 27    | 0     | 0     |
| Atlético Huila · Colombia         | 1.ª                 | 2015                | 33    | 0     | 0     | 2     | 0     | 0     | —             | —             | —             | 35    | 0     | 0     |
| Jaguares de Córdoba · Colombia    | 1.ª                 | 2016                | 31    | 0     | 0     | —     | —     | —     | —             | —             | —             | 31    | 0     | 0     |
| Jaguares de Córdoba · Colombia    | Total               | Total               | 31    | 0     | 0     | —     | —     | —     | —             | —             | —             | 31    | 0     | 0     |
| Atlético Huila · Colombia         | 1.ª                 | 2017                | 34    | 0     | 4     | 2     | 0     | 0     | —             | —             | —             | 36    | 0     | 4     |
| Atlético Huila · Colombia         | 1.ª                 | A-2018              | 21    | 0     | 2     | —     | —     | —     | —             | —             | —             | 21    | 0     | 2     |
| Atlético Huila · Colombia         | Total               | Total               | 112   | 0     | 6     | 10    | 0     | 0     | —             | —             | —             | 122   | 0     | 6     |
| Independiente Medellín · Colombia | 1.ª                 | F-2018              | 22    | 0     | 3     | 1     | 0     | 0     | —             | —             | —             | 23    | 0     | 3     |
| Independiente Medellín · Colombia | 1.ª                 | 2019                | 29    | 3     | 4     | 6     | 0     | 1     | 2             | 0             | 0             | 37    | 3     | 5     |
| Independiente Medellín · Colombia | Total               | Total               | 51    | 3     | 7     | 7     | 0     | 1     | 2             | 0             | 0             | 60    | 3     | 8     |
| Millonarios · Colombia            | 1.ª                 | 2020                | 23    | 0     | 3     | 1     | 0     | 0     | 4             | 0             | 1             | 28    | 0     | 4     |
| Millonarios · Colombia            | 1.ª                 | 2021                | 42    | 1     | 3     | 2     | 0     | 0     | —             | —             | —             | 44    | 1     | 3     |
| Millonarios · Colombia            | 1.ª                 | 2022                | 31    | 0     | 0     | 1     | 0     | 0     | 1             | 0             | 0             | 32    | 0     | 0     |
| Millonarios · Colombia            | 1.ª                 | 2023                | 28    | 0     | 1     | 1     | 0     | 0     | 10            | 1             | 0             | 39    | 1     | 1     |
| Millonarios · Colombia            | Total               | Total               | 142   | 1     | 7     | 14    | 0     | 0     | 15            | 1             | 1             | 171   | 2     | 8     |
| Independiente Santa Fe Colombia   | 1.ª                 | 2024                | 45    | 1     | 4     | 2     | 0     | 0     | —             | —             | —             | 47    | 1     | 4     |
| Independiente Santa Fe Colombia   | 1.ª                 | 2025                | 6     | 0     | 0     | —     | —     | —     | 2             | 0             | 0             | 8     | 0     | 0     |
| Independiente Santa Fe Colombia   | Total               | Total               | 51    | 1     | 4     | 2     | 0     | 0     | 2             | 0             | 0             | 55    | 1     | 4     |
| Total en su carrera               | Total en su carrera | Total en su carrera | 560   | 9     | 24    | 66    | 1     | 1     | 19            | 1             | 1             | 627   | 11    | 26    |

### Selección
| Sub-20 · Colombia                                                       | 2009                       | — | — | 3 | 0 | — | — | 3 | 0 |
| Sub-20 · Colombia                                                       | Total                      | 0 | 0 | 3 | 0 | 0 | 0 | 3 | 0 |
| Total Selecciones Colombia                                              | Total Selecciones Colombia | 0 | 0 | 3 | 0 | 0 | 0 | 3 | 0 |
| (1) Incluye los partidos del Copa América/Clasificatorias Sudamericanas |                            |   |   |   |   |   |   |   |   |

## Palmarés

### Campeonatos nacionales
| Título              | Club                   | Año  |
| ------------------- | ---------------------- | ---- |
| Categoría Primera B | Envigado F. C.         | 2007 |
| Copa Colombia       | Independiente Medellín | 2019 |
| Copa Colombia       | Millonarios            | 2022 |
| Torneo Apertura     | Millonarios            | 2023 |
| Torneo Apertura     | Independiente Santa Fe | 2025 |

## Apodo
El reconocido comentarista deportivo Bambino Pons, le colocó a Elvis el apodo de "Cafú" luego de que esté mostrará un gran nivel en la Copa Libertadores y Copa Sudamericana de la temporada 2023.